# Predrag Mijatović
Predrag Mijatović  (* 19. Januar 1969 in Titograd, SFR Jugoslawien), Spitzname „Peđa“, ist ein ehemaliger jugoslawischer bzw. montenegrinischer Fußballspieler. Von Juli 2006 bis Mai 2009 war er Sportdirektor bei Real Madrid. Sein größter Erfolg war der Gewinn der UEFA Champions League 1998 mit Real Madrid, als er im Finalspiel gegen Juventus Turin das Siegtor erzielte und Real Madrid zum ersten Meistercup bzw. Champions-League-Titel seit 32 Jahren verhalf.

## Werdegang
Auf Klubebene spielte Mijatović für FK Partizan Belgrad (1987–1988 und 1989–1993), FK Budućnost Titograd (1988–1989), FC Valencia (1993–1996), Real Madrid (1996–1999), AC Florenz (1999–2002) und UD Levante (2002–2003). Er bestritt von 1989 bis 2003 73 Länderspiele, erst für die jugoslawische, dann für die serbisch-montenegrinische Fußballnationalmannschaft. Während seiner aktiven Zeit war Jugoslawien als Folge der gegen das Land verhängten UNO-Sanktionen für vier Jahre von allen Fußballwettbewerben ausgeschlossen. Nach der Aufhebung der Sperre nahm er mit seiner Nationalmannschaft an der Fußball-Weltmeisterschaft 1998 und an der Europameisterschaft 2000 teil.
Mijatovićs Neffe Đorđije Ćetković spielte von 2006 bis 2009 in der Bundesliga und 2. Bundesliga bei Hansa Rostock und beim VfL Osnabrück.